# 南疆铁路
南疆铁路（維吾爾語：جەنۇبىي شىنجاڭ تۆمۈريولى‎，拉丁维文：Jenubiy Shinjang tömüryoli；简称南疆线）是自兰新铁路上的新疆维吾尔自治区吐鲁番市至喀什地区的一条铁路线，全长1446.37公里，全线由乌鲁木齐局集团管辖。有时喀和鐵路也被视为南疆铁路的一部分。

## 线路走向
目前运营的南疆铁路从吐鲁番引出而后转向西南，线路大致与丝绸之路中段中道一致，沿着天山山脉南麓，塔克拉玛干沙漠的北边缘，途经库尔勒、阿克苏直至新疆西端的喀什站。
规划年输送能力库尔勒至阿克苏间为1200万吨／年，客车4对／日；阿克苏至喀什1000万吨／年，客车3对／日。

## 历史
南疆铁路于1971年开始，1974年4月吐鲁番-库尔勒段正式动工，由铁道兵两个师的兵力承建，设有正军级的铁道兵南疆铁路建设指挥部。1979年完成路基工程。1979年8月铺轨到库尔勒西站，全线铺通，转入铁道兵临时运营通车。1984年8月30日，通过国家验收，由乌鲁木齐铁路局南疆铁路临管处（铁路分局级别）负责开通临管运营（即不是铁道部验收通过的正式运营）。
南疆铁路第二期工程库尔勒至喀什段，以“政策路”、边疆民族地区“扶贫路”著称，与青藏铁路格拉段是自1985年国家对铁路投资“拨改贷”改革以来仅有的由国务院财政部划拨资金新建的铁路线。1995年6月铁道部和新疆维吾尔自治区联合向国家计委报送了项目建议书，1996年4月国家计委批复。1996年6月又报送了可行性研究报告，国家计委7月批复。随后国家计委于1996年8月批准该工程列入1996年新开工计划。
1996年9月6日，国务院总理李鹏、全国人大常委会副委员长铁木尔·达瓦买提到库尔勒市出席南疆铁路建设开工典礼。建设单位为乌鲁木齐铁路局，铁道部第一勘测设计院负责勘测设计。中铁第一、第十五工程局，乌鲁木齐铁路局和新疆生产建设兵团工一师承担施工，铁道部第三勘测设计院负责施工监理。1997年完成路基工程，1997年4月20日开始铺轨，1998年6月22日提前铺轨到阿克苏。1998年12月1日，南疆铁路库阿段开通运营，1999年12月6日通车喀什。  
南疆铁路第三期工程喀和段（喀什至和田）于2008年7月3日开工建设。
南疆铁路库尔勒至阿克苏二线于2008年12月6日开工，2013年12月5日开通。
2015年2月1日，南疆铁路吐鲁番至库尔勒第二双线开通，原南疆线鱼儿沟至焉耆间线路命名为鱼焉铁路。
2017年6月，中国铁路总公司组织专家对南疆铁路阿克苏至喀什段扩能新建二线项目进行了现场调研，该项目是中国铁路总公司2017年计划开工项目，也是自治区2017年重点铁路建设项目之一，线路全长988公里，项目总投资130亿元。同年11月18日，阿克苏至喀什段新增4个会让站。
2021年1月7日，随着南疆铁路阿克苏至萨特玛站近40公里线路升级改造工程的圆满完成，标志着环塔里木盆地铁路环线2714.415公里线路全部实现无缝连接，包括南疆铁路库尔勒至喀什段、喀和铁路全段、和若铁路全段、格库铁路若羌至库尔勒段。
2024年4月11日，由越行站升级为客运站的铁门关站开通客运业务。

## 运营状态
截至2025年1月，南疆铁路疆内方向已开通了乌鲁木齐往返库尔勒、库尔勒往返哈密的城际动车组，以及乌鲁木齐往返喀什直达特快旅客列车“喀什号”，往返各地的特快旅客列车、快速旅客列车、普通旅客列车多级多趟列车，还开通了特色旅客列车“喀什号”“托木尔号”“阿克苏号”（先前开通的“南疆之星”“南疆之星——天鹅号”已停运），同时充分运用支线，开通乌鲁木齐经阿阿铁路往返阿拉尔、经图木舒克铁路往返图木舒克的旅客列车。疆外方向则开通T269/270次列车喀什往返西安，K452/453、K454/451次列车喀什往返成都西，K4531/4532次列车喀什往返重庆西。
数据截至2025年1月
疆内列车
| 列车等级   | 行驶区间              | 车次（去程）                                                           |
| ---------- | --------------------- | ---------------------------------------------------------------------- |
| 城际动车组 | 乌鲁木齐（南）—库尔勒 | C802/803、C810/C811、C804/C801、C814/815、C872/873、C818/819           |
| 城际动车组 | 库尔勒—哈密           | C996                                                                   |
| 直达特快   | 乌鲁木齐—喀什         | Z6516/6517（喀什号）                                                   |
| 特快       | 乌鲁木齐—阿克苏       | T9536/9537（阿克苏号）、T9516/9517（托木尔号）                         |
| 特快       | 乌鲁木齐—喀什         | T9520/9521、T9526/9527                                                 |
| 特快       | 乌鲁木齐—和田         | T9526/9527                                                             |
| 快速       | 乌鲁木齐（南）—喀什   | K6726/6727、K9718/9719、K9772/9773、K9786/9787、K6742/6743、K6736/6737 |
| 快速       | 乌鲁木齐—和田         | K6726/6727、K9718/9719、K6736/6737                                     |
| 快速       | 乌鲁木齐—图木舒克     | K9776/9777                                                             |
| 快速       | 乌鲁木齐—阿拉尔       | K9782/9783                                                             |
| 普速       | 乌鲁木齐—和田         | 7556/7557                                                              |

疆外列车
| 列车所属路局   | 行驶区间    | 车次（去/返）      |
| -------------- | ----------- | ------------------ |
| 乌鲁木齐局集团 | 喀什—西安   | T269/270           |
| 乌鲁木齐局集团 | 喀什—成都西 | K452/453、K454/451 |
| 乌鲁木齐局集团 | 喀什—重庆西 | K4532/4531         |